# 기장읍성
기장읍성(機張邑成)은 부산광역시 기장군 기장읍에 있는 읍성이다. 1996년 5월 25일 부산광역시의 기념물 제40호로 지정되었다.

## 현지 안내문
읍성이란 군이나 현의 주민을 보호하고, 군사적·행정적인 기능을 함께 하는 성을 말한다. 기장읍성은 북쪽의 낮은 산과 남쪽의 평지에 걸쳐 만들어졌다.
성곽의 길이는 약1,000m정도이며, 높이는 4m이다. 평지의 성벽은 바깥과 안쪽 모두 돌로 쌓았으며, 지형이 높은 바깥쪽 성벽은 돌로 쌓았고 안쪽은 흙과 잡석으로 채웠다. 동·서·남문에는 성문을 보호하기 위한 옹성을 둘렀으며, 동문터 근처에는 적대가 있다. 성 안에는 관장이 집무를 보던 동헌을 비롯하여 향사당, 객사들이 있고, 성 밖에는 망풍정, 망루대가 있었으나 현재는 장관청만 남아있다.
고려 공민왕 5년(1356)에 성을 쌓았으며, 조선시대에 이르기까지 여러 차례에 걸쳐 보수하였다.

## 참고 문헌
- 이 문서에는 다음커뮤니케이션(현 카카오)에서 GFDL 또는 CC-SA 라이선스로 배포한 글로벌 세계대백과사전의 "《기장읍성》" 항목을 기초로 작성된 글이 포함되어 있습니다.

## 참고 자료
- 기장읍성 - 국가유산청 국가유산포털